# Josep Ibarz

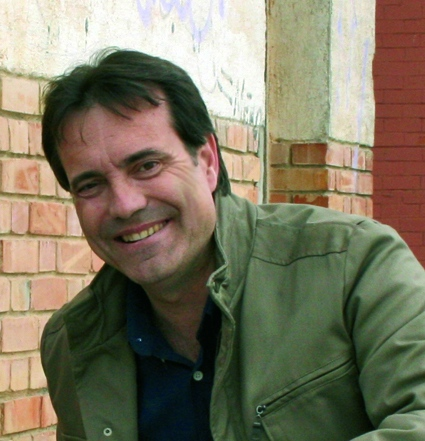
Josep Ibarz i Gilart

Josep Ibarz i Gilart (París, 1961) es un político español, alcalde de Almacellas desde el año 2003.
Nació en París y a los 14 años marchó de la capital francesa para ir a vivir a Almacellas de donde era su familia de parte de padre y madre. Desde entonces siempre ha residido en la villa con su mujer y sus dos hijas.
Su trayectoria política se inició el 1987 cuando se afilió a Convergencia Democrática de Cataluña y a la Juventud Nacionalista de Cataluña. Desde entonces, ha ocupado diversas responsabilidades dentro del partido. Ha sido miembro de la ejecutiva local de CDC, de la ejecutiva Comarcal del Segriá, cabeza de partido local de CDC, y consejero nacional de Convergencia, cargo que actualmente ejerce.
En el año 1991 entró como regidor en el Ayuntamiento de Almacellas. Como regidor de gobierno fue responsable del área de Juventud, Agricultura y Medio Ambiente (1991-1995). Siendo regidor en el Ayuntamiento fue conseller del Consejo Comarcal del Segriá durante la legislatura 1999-2003 y vicepresidente en la de 2003-2007.
En el año 2003 ganó las elecciones municipales de Almacellas y accedió a la alcaldía. En el 2007 revalidó su victoria con mayoría absoluta y desde entonces también es diputado provincial de la Diputación de Lérida.
En el año 2008 inauguró una plaza llamada en honor de Federico Godás en Almacellas. En el año 2009 inauguró un puente sobre las vías de Almacellas y pidió a los gobiernos de Cataluña y de Aragón la construcción de una línea de cercanías entre Monzón y Lérida.
Fue diputado en la Diputación de Lérida entre los años 2007 y 2011, diputado y vicepresidente cuarto en la legislatura siguiente (2011-2015), y vuelve a repetir como diputado provincial en la de 2015 a 2019. En esta última ostenta las competencias del Departamento de los Servicios Técnicos del ente provincial, como Vías y Obras, Infraestructuras viarias, Arquitectura y Arqueología.
En 2015 es elegido presidente de la AICEI (Asociación Internacional de Ciudades y Entidades de la Ilustración), de la que Almacelles forma parte.

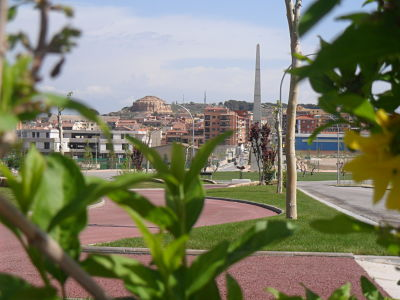
Rambla de Carlos III y Obelisco

En su etapa de alcalde destacan, muy especialmente, todas las actuaciones en materia arquitectónica y urbanística del municipio. Una de las principales fue la aprobación definitiva del POUM (Plan de Ordenación Urbanística Municipal) en 2008, del que se destacó la preservación y mantenimiento de la retícula ortogonal típica del Almacellas del siglo XVIII, cuando se fundó la nueva ciudad; la apertura de grandes viales como la Av. de Josep Mas Dordal o las Ramblas de la Ilustración y de Carlos III. En este campo, también cabe mencionar las negociaciones y gestiones que llevó a cabo con el fin de ubicar el aeropuerto de Lérida dentro del término municipal de Almacellas o la construcción de un nuevo enlace de la autovía A-22 a la altura de la entrada norte de la población, que pudiera dar servicio y buenas conexiones a la zona industrial prevista en este sector.

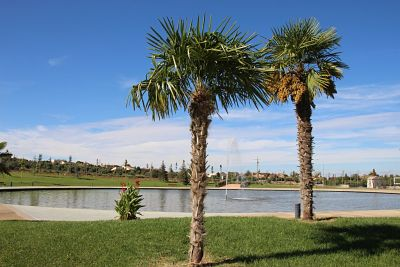
Parque de Europa

Otras intervenciones a destacar impulsadas por Josep Ibarz en su condición de edil almacellense fue la construcción de nuevos parques y zonas verdes de gran impacto, lo que comportó que Almacellas fuera escogida como Villa Florida de Cataluña en categoría de dos flores en 2014 y de tres flores en 2015. Destacan por su gran transformación el Parque del Vilot, donde había habido un antiguo vertedero; el Paseo de las Letras, alrededor del cerro de les Santes Creus, o el Parque de Europa, una vasta zona verde de 2,5 hectáreas que centraría el gran ensanche previsto en la zona sureste de Almacellas. En este sentido, también debe mencionarse la transformación de otra de las zonas verdes y de recreo más populares y concurridas de la ciudad, como son las Piscinas Municipales.

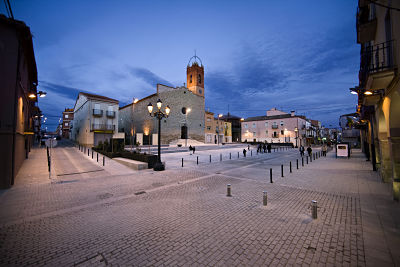
Plaza de la Villa y centro histórico

Además de la gran transformación urbana que se ha alcanzado durante el mandato de Josep Ibarz al frente de la alcaldía de Almacellas, también cabe mencionar otras intervenciones en el paisaje urbano que no han pasado desapercibidas, como es la instalación de esculturas urbanas y otras muestras de arte urbano. En este sentido, destacan las esculturas "La Ventana" o "Natura.Vida.Cultura" del escultor Miguel Ángel Rodríguez, las estatuas del arquitecto Josep Mas Dordal en la plaza de la Villa o el de la diosa Atenea en la Rambla de la Ilustración, por citar algunas de las más representativas.
Durante su mandato como alcalde hay que mencionar también la catalogación del centro histórico de la ciudad como bien cultural de interés nacional (2009), lo que supuso una renovación urbanística de gran relieve en esta área urbana, así como la difusión del pasado ilustrado de la villa. De este interés por conocer la historia de la ciudad se desprende, entre otras, la restauración de la antigua fortaleza andalusí de la Saira, las actuaciones en el yacimiento del Vilot donde se encuentran los restos de la antigua villa medieval abandonada en el siglo XVII, el Museo de Arquitectura y Urbanismo Josep Mas Dordal -que abrió sus puertas en 2013-, un convenio de colaboración entre las ciudades de Barcelona y Almacellas que afianza sus vínculos históricos a raíz de la refundación de la nueva ciudad por barceloneses, o la rehabilitación de antiguas casas del siglo XVIII como la Casa Clara o la Casa del Pósito, entre otros.

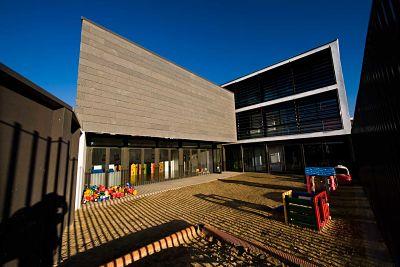
Llar d'Infants d'Almacelles

En el aspecto más social, Josep Ibarz también reforzó e impulsó algunas medidas de carácter social, como las ayudas en libros de texto, la congelación y exención de algunos impuestos a personas con pocos recursos, o la construcción de dos de los equipamientos más emblemáticos de los últimos años de la población: la guardería Municipal y la nueva Residencia de Ancianos.